# 4881 Robmackintosh
A 4881 Robmackintosh (ideiglenes jelölése 1975 XJ) a Naprendszer kisbolygóövében található aszteroida. Carlos Torres fedezte fel 1975. december 1-jén.